# Ophiactis kroeyeri
Ophiactis kroeyeri is een slangster uit de familie Ophiactidae.
De wetenschappelijke naam van de soort werd in 1856 gepubliceerd door Christian Frederik Lütken.